# Normannia Pfiffligheim
Der SV Normannia 1910 Pfiffligheim e. V. ist ein deutscher Fußballverein mit Sitz im Wormser Stadtteil Pfiffligheim.

## Geschichte

### Gründung bis Zweiter Weltkrieg
Der Verein wurde am 30. April 1910 gegründet, trotz des Ausbruchs des Ersten Weltkriegs konnte dabei der Spielbetrieb bis 1916 aufrechterhalten werden. Nach dem Kriegsende wurde im Jahr 1919 der Spielbetrieb wieder aufgenommen werden. Anfang desselben Jahres trat die Mannschaft dann auch dem Süddeutschen Fußball-Verband bei, daraufhin wurde der Verein in die C-Klasse eingeteilt. Bereits in der Saison 1924/25 spielte der Verein in der A-Klasse und konnte dort den Meistertitel erreichen. In der Aufstiegsrunde erreichte die Mannschaft dann aber keinen Platz, der sie für den Aufstieg qualifiziert hätte. Nach mehreren Umverteilungen innerhalb der A-Klasse gelang Pfiffligheim dann noch einmal in der Saison 1926/27 die Meisterschaft, womit, nach einem ebenfalls erfolgreichen Abschluss der Aufstiegsrunde, der Aufstieg in die Kreisliga gesichert werden konnte.
In den folgenden Jahren hielt Mannschaft die Klasse, durch eine Ligenreform im Jahr 1934 wurde der Verein mitsamt einiger ehemaliger Bezirksligavereine in die neu strukturierte Bezirksklasse überführt. Ab der Saison 1938/39 wurde der Verein dann dem Bezirk Vorderpfalz zugeordnet. Nach der Saison 1940/41 qualifizierte sich die Mannschaft für die Aufstiegsrunde zur Gauliga Südwest innerhalb der Staffel Saarpfalz. Mit 1:7 Punkten landete die Mannschaft aber auf dem dritten und damit letzten Platz der Runde. In dieser Zeit stand die Mannschaft auch einige Male in der Endrunde um den Süddeutschen Pokal. Bedingt durch die Ereignisse des Zweiten Weltkriegs konnte der Spielbetrieb dann auch nur noch bis 1943 aufrechterhalten werden.

### Neugründung in der Nachkriegszeit
Nach dem Ende des Zweiten Weltkriegs wurde der Verein dann 1946 als Abteilung des SV Worms-Pfiffligheim neu gegründet. An 1947 gab es dann auch wieder Meisterschaftsspiele, an die sich nach der Saison 1949/50 auch der Aufstieg in die damals zweitklassige Landesliga anschloss. Seine erste Saison in der Landesliga beendete die Mannschaft dann mit 19:37 Punkten auf dem 13. Platz mit dem Klassenerhalt. Im Jahr 1950 wurde Verein dann wieder eigenständig und nahm seinen alten Namen wieder an. Nach der nächsten Saison wurde die Klasse dann aufgelöst, mit dem siebten Platz verpasste die Mannschaft gerade so den Gang in die neue 1. Amateurliga Südwest und trat somit zur nächsten Saison in der 2. Amateurliga Rheinhessen an. Bereits zur Saison 1953/54 stieg die Mannschaft aber in die 1. Amateurliga auf und schloss diese Spielzeit sogar auf dem fünften Platz mit 34:26 Punkten ab. Bedingt durch den zweiten Platz in der Saison 1954/55 durfte der Verein dann an der Amateurmeisterschaft 1955 teilnehmen. Mit 8:4 Punkten in der Gruppe 3 landete die Mannschaft jedoch nur auf dem zweiten Platz und verpasste somit das Halbfinale. Die Saison 1955/56 konnte Pfiffligheim dann mit der Meisterschaft abschließen und durfte somit in der Qualifikation für die II. Division antreten. Mit 6:6 Punkten reichte es dort jedoch nur für den dritten Platz, womit der Aufstieg nicht erreicht werden konnte. Bereits nach der nächsten Saison musste die Mannschaft dann bedingt durch den 15. Platz wieder in die 2. Amateurliga absteigen. Von dort aus ging es dann eine Saison später sogar hinunter bis in die A-Klasse. Nach der Saison 1958/59 folgte dann ein weiterer Abstieg in die B-Klasse. Nach der Saison 1960/61 gelang dann aber wieder der Aufstieg in die A-Klasse. Nach der Saison 1962/63 folgte dann ein weiterer Aufstieg in die 2. Amateurliga. Dort konnte sich die Mannschaft dann bis zur Saison 1965/66 halten, nach der sie wieder in die A-Klasse abstieg.

### Jüngere Vergangenheit
Im Jahr 1970 wurde eine Damenmannschaft gegründet, welche jedoch bereits kurze Zeit wieder aufgelöst wurde. Während der folgenden Jahre spielte die Mannschaft konstant in der A-Klasse, nach der Saison 1988/89 gab es durch eine Strukturreform den Aufstieg in die Bezirksliga. Nach Spielerstreiks durch ausbleibende Zahlungen der Sponsoren und mehreren Rücktritten, stieg die Mannschaft nach der Spielzeit 1990/91 wieder in die A-Klasse ab. Nach einem knappen Klassenerhalt in der Saison 1991/92 folgte dann eine Saison später der weitere Abstieg in die B-Klasse.
1996/97 und 1999/2000 gelang nochmals der Aufstieg in die Bezirksliga. Nach der Saison 2001/02 ging es bis in die damals unterste Liga, die Kreisklasse. Nach der Saison 2007/08 gelang es dann nach dem Gewinn der Relegationsspiele wieder in die Kreisliga Worms aufzusteigen. Dort verblieb die Mannschaft jedoch wieder nur kurz und musste erneut in die Kreisklasse absteigen.  Zur Saison 2014/15 wurde die Mannschaft mit zahlreichen ehemaligen Jugendspielern des benachbarten SV Leiselheim ergänzt. Mit neuem Trainer gelang so der Aufstieg in die B-Klasse, dem stets auch höhere Positionen folgten. Nach der Saison 2018/19 folgte dann nach 20 Jahren wieder der Aufstieg in die A-Klasse, in der der Verein auch in der Folgesaison spielte.<